# Ronald Woodman
Ronald Woodman Pollitt (Piura, 22 de abril de 1934) es un ingeniero físico y científico peruano. Fue presidente ejecutivo del Instituto Geofísico del Perú.

## Biografía
En 1951, ingresó a la Universidad Nacional de Ingeniería donde se recibió como ingeniero mecánico electricista. En 1956 fue aceptado por la Universidad de Harvard para estudiar un máster en física aplicada y luego en 1967 obtuvo un doctorado de física aplicada en la misma universidad. Su principal área de estudio es la investigación de la atmósfera superior mediante radar.
Es ganador del prestigioso premio Appleton, otorgado por la International Union of Radio Science, y miembro de la Academia Nacional de Ciencias de Estados Unidos. Fue presidente ejecutivo del Instituto Geofísico del Perú y de la Academia Nacional de Ciencias Exactas, Físicas y Naturales del Perú.
Es miembro de la Academia de las Ciencias del Tercer Mundo, la Academia Nacional de Ciencias del Perú, la Sociedad Peruana de Física (presidente) y la American Geophysical Society.

## Distinciones
- Premio Nacional de Cultura en Ciencias Naturales y Matemáticas. 1976
- Medalla al Mérito Jorge Chávez Dartnell, FAP. 1982
- Premio Nacional a la Innovación. 1993
- Caballero de la Orden de la Cruz al Mérito Naval, Perú. 1994
- Premio Appleton, de la Royal Society. 1999
- Premio Elektrón, de la IEEE. 2007
- Doctor honoris causa de la universidades Ricardo Palma (1999) y de Piura (1994).
- Orden del Árbol de la Quina. 2016[6]